# Thymus jankae
{{#ifeq:0|0|{{#if:Thymus jankae|{{#if:|[[]}}|[[]]}}}}
Thymus jankae — вид квіткових рослин родини глухокропивових (Lamiaceae).

## Біоморфологічна характеристика
Це напівкущик.

## Поширення
Албанія, Болгарія, Греція, Туреччина, Україна, колишня Югославія.
В Україні вид наводиться для Закарпаття (Чорна Гора в околицях м. Виноградова).